# Sự hình thành xoáy thuận
Hình thành xoáy thuận (tiếng Anh: Cyclogenesis) là sự phát triển hoặc tăng cường sự lưu hành lốc xoáy trong bầu khí quyển (một vùng áp suất thấp). Hình thành xoáy thuận là một thuật ngữ bao trùm cho ít nhất ba quy trình khác nhau, tất cả đều dẫn đến sự hình thành của một số loại xoáy thuận và ở bất kỳ kích thước nào từ quy mô nhỏ đến quy mô lớn.
- Xoáy thuận nhiệt đới hình thành do nhiệt tiềm ẩn phát xuất từ hoạt động của cơn dông bão lớn và là lõi ấm.
- Xoáy thuận ngoài nhiệt đới tạo thành sóng dọc theo frông thời tiết trước khi hấp lưu sau đó trong chu kỳ sống của chúng như là xoáy thuận cõi lạnh.
- Xoáy thuận cỡ trung hình (mesocyclone) thành xoáy thuận lõi ấm trên mặt đất, và có thể dẫn đến sự hình thành lốc xoáy. Vòi rồng (Waterspout) cũng có thể hình thành từ mesocyclone, nhưng thường phát triển từ môi trường có độ bất ổn định cao và gió đứt theo chiều dọc thấp.

Quá trình trong đó một cơn xoáy thuận ngoài nhiệt đới trải qua sự giảm áp suất khí quyển nhanh chóng (24 milibar hoặc cao hơn) trong một khoảng thời gian 24 giờ được gọi là sự hình thành xoáy thuận bùng nổ và thường xuất hiện trong quá trình hình thành một nor'easter. Ở những khu vực áp suất cao có sư hình thành tương đương, gọi là anticyclogenesis (sự hình thành xoáy nghịch). Trái ngược với cyclogenesis là cyclolysis (sự suy giảm hoặc chấm dứt một cơn xoáy thuận).